# Lovro Golič
Lovro Golič (Celje, 5 maart 2006) is een Sloveens voetballer die sinds 2025 uitkomt voor KV Mechelen.

## Clubcarrière
Golič maakte op 15 mei 2022 zijn officiële debuut voor het eerste elftal van NK Domžale: op de voorlaatste competitiespeeldag van de Prva Liga: in het 1-1-gelijkspel tegen NK Celje mocht hij in de 86e minuut invallen. Ook op de slotspeeldag mocht hij invallen, ditmaal tegen NK Radomlje. Dat bleek meteen zijn afscheidswedstrijd voor Domžale, want in de zomer van 2022 versierde de toen zestienjarige Golič een transfer naar AS Roma. De Sloveen speelde drie jaar voor de jeugdelftallen van de Romeinse club, al werd hij zowel onder José Mourinho als onder diens opvolger Daniele De Rossi eens opgenomen in de wedstrijdselectie van Roma voor een Serie A-wedstrijd.
In juli 2025 ondertekende Golič een vierjarig contract bij de Belgische eersteklasser KV Mechelen.

## Interlandcarrière
Golič maakte in 2021 zijn debuut als Sloveens jeugdinternational. In mei 2023 nam hij met Slovenië –17 deel aan het EK onder 17 in Hongarije. In de groepswedstrijden tegen Servië (1-1-gelijkspel), Noorwegen (0-1-zege) en Kroatië (1-2-nederlaag) trad hij aan als aanvoerder. Twee jaar later nam hij met Slovenië –21 ook deel aan het EK onder 21 in Slowakije.